# Okjong-myeon
Okjong-myeon (koreanska: 옥종면) är en socken i kommunen Hadong-gun i  provinsen Södra Gyeongsang i den södra delen av Sydkorea, 280 km söder om huvudstaden Seoul.